# Skyler Shaye
Skyler Anna Shaye (Los Ángeles, California; 14 de octubre de 1986) es una actriz estadounidense de cine y televisión conocida por su papel de Cloe en Bratz.

## Biografía
Shaye ha estado actuando desde que era una niña. Su primera película con 8 años se titulaba El soldadito de plomo, que fue dirigida por su padrino, el actor Jon Voight. 
A continuación, pasó a trabajar en cine y televisión. Tuvo un papel habitual en el remake de Mis adorables sobrinos emitido por Warner Brother's Network. Luego participó en la película de HBO Manhood. Apareció como actriz invitada en el piloto de la serie Grey's Anatomy, y en las series Mentes criminales y Veronica Mars.

## Filmografía
| Año       | Título                         | Personaje              | Observaciones    |
| --------- | ------------------------------ | ---------------------- | ---------------- |
| 1995      | The Whispering                 | Chica fantasma         | papel secundario |
| 2002      | Family Affair                  | Sutton Ramsey          | 4 episodios      |
| 2003      | Manhood                        | Lily                   | papel principal  |
| 2004      | Superbabies: Baby Geniuses 2   | Kylie Bobbins          | papel principal  |
| 2005      | Berkeley                       | Rubia en la biblioteca | papel secundario |
| 2006      | La leyenda de Simón Conjurador | Lulu                   | papel principal  |
| 2006      | Mentes criminales              | Ingrid Greisen         | 1 episodio       |
| 2006      | Veronica Mars                  | Natalie Landers        | 1 episodio       |
| 2007      | Bratz: La película             | Cloe                   | papel principal  |
| 2012      | Baby Geniuses 3                | Kylie Bobbins          | papel principal  |
| 2012      | Más Allá                       | Megan                  | papel secundario |
| 2013      | Baby Geniuses 4                | Kylie Bobbins          | papel principal  |
| 2013      | Baby Geniuses 5                | Kylie Bobbins          | papel principal  |
| 2015      | Ray Donovan                    | Cindy                  | 7 episodios      |
| 2005-2016 | Grey's Anatomy                 | Katie Bryce            | 2 episodios      |
| 2016      | JL Ranch                       | Lynn                   | papel principal  |